# Anton Stecher (Politiker)

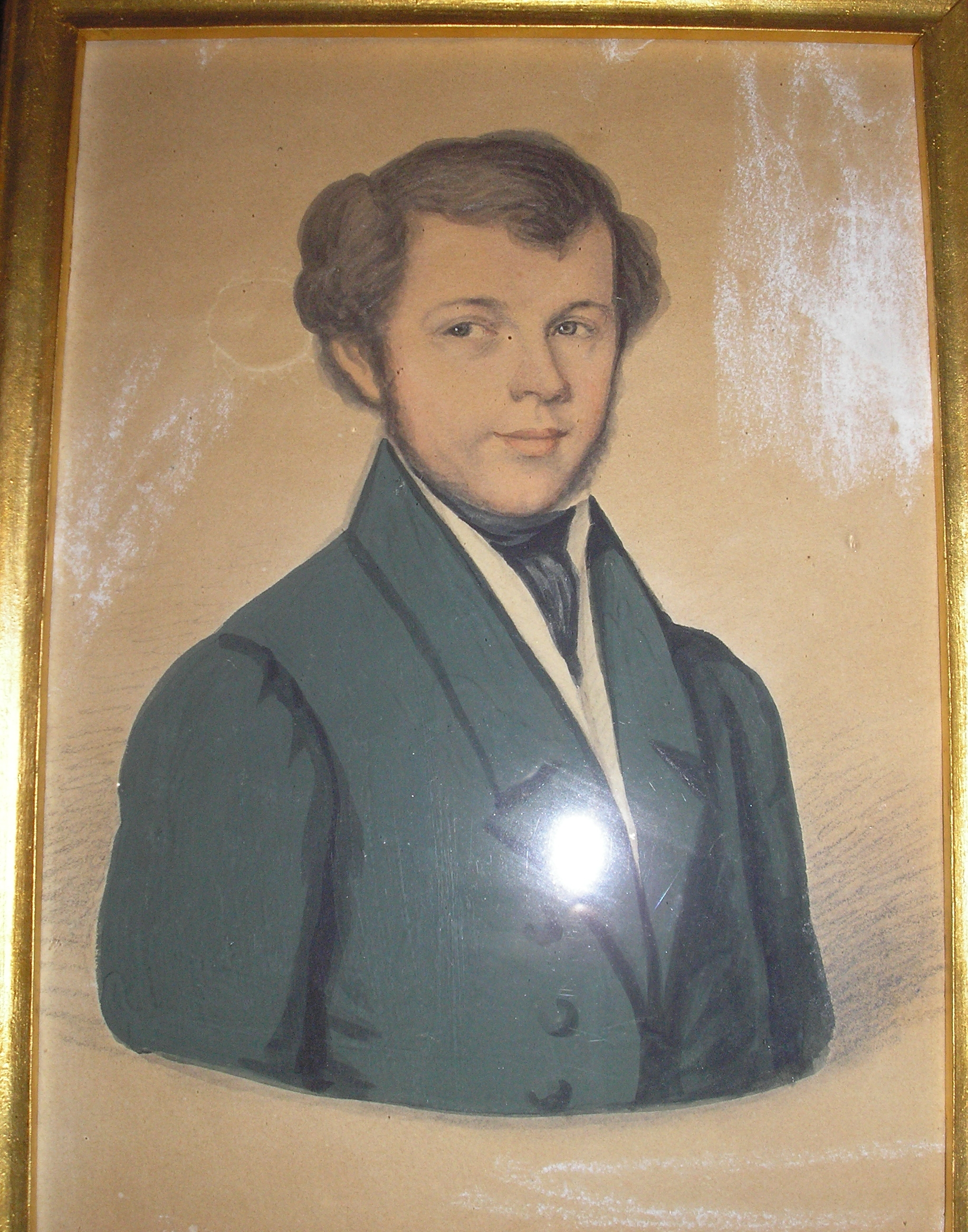
Anton (Jakob Franziskus) Stecher (1805–1895), Hirschenwirt aus Mals

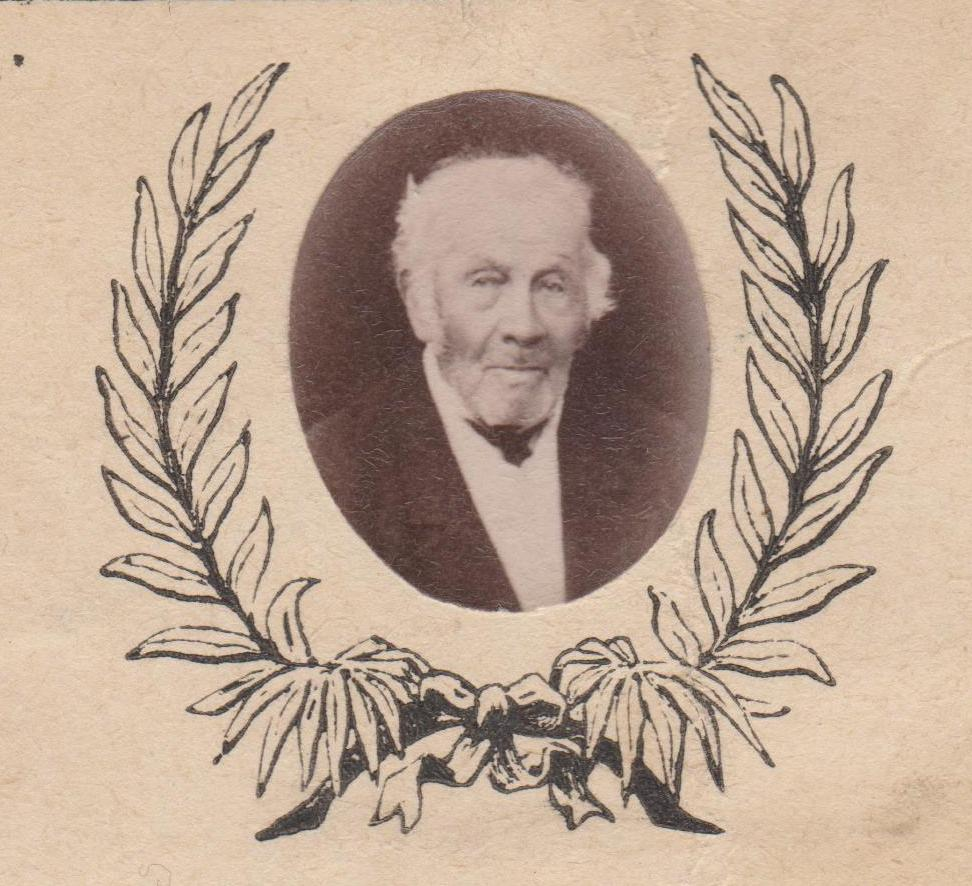
Anton (Jakob Franziskus) Stecher (1805–1895), Hirschenwirt aus Mals

Anton Jakob Franziskus Stecher (* 11. Juli 1805; † 19. August 1895 in Mals) war ein Südtiroler Bürgermeister und Schützenhauptmann von 1848 und 1866.

## Leben
Anton Stecher wurde in Mals im Vinschgau als Sohn des Ratsbürgers und Gastwirts Josef Stecher und der Franziska Flora als ihr einziges Sohn geboren. Nach einer kaufmännischen Ausbildung in Rovereto und einem Sprachaufenthalt im nahen Veltlin übernahm Anton Stecher 1841 den elterlichen Gasthof Zum Hirschen in Mals. Er war mit Theresa Agathle aus Schleis verheiratet und hatte mit ihr vier gemeinsame Kinder. 1895 ist Stecher als Dorfältester von Mals gestorben.
Neben seiner beruflichen Tätigkeit Wirt und Weinhändler war Stecher auch politisch tätig. Zwischen 1836 und 1866 war er sechs Mal zum Bürgermeister der Gemeinde Mals gewählt worden.
Anton Stecher war Anfang Juni 1848 Hauptmann der Schützen-Kompanie Mals zusammen mit Kompanien des Gerichts Glurns im Krieg gegen italienische Truppen im Einsatz auf dem Stilfser Joch, 1866 hatte er als Landsturmhauptmann und Gerichtsoberschützenmeister die Sicherung der Schweizer Grenze über.
Erzherzog Albrecht von Österreich-Teschen, Spender der 1856 gestifteten Fahne der Schützenkompanie Mals, stellte ihm für seinen militärischen, sowie humanitären Einsatz ein Belobigungsschreiben aus. Stecher wurden außerdem die Denkmünze für die Landesverteidigung Tirols 1848 und die Denkmünze an die Tiroler Landesverteidigung von 1866 verliehen.

## Galerie

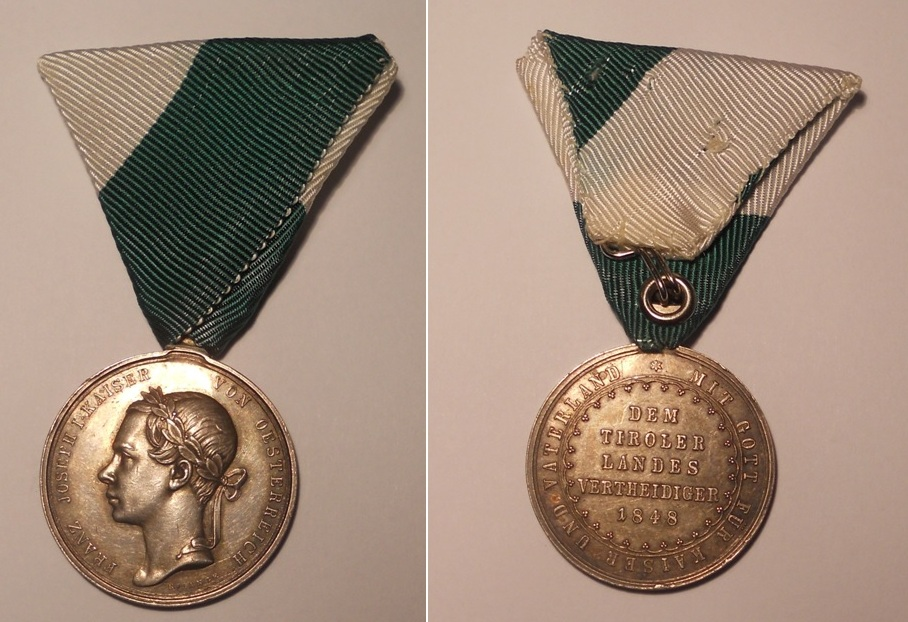
Denkmünze für die Landesverteidigung Tirols 1848
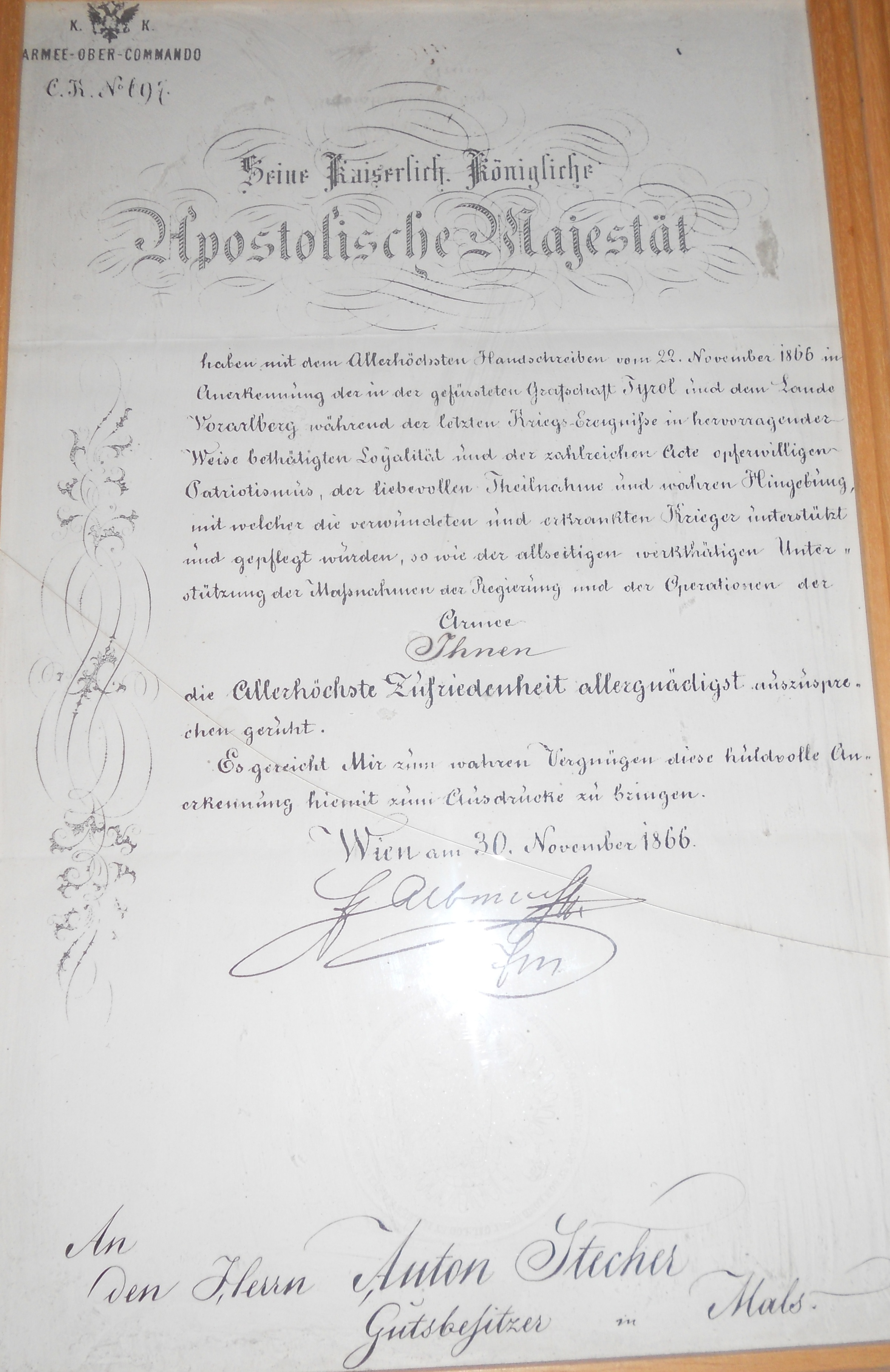
Belobigungsschreiben von Erzherzog Albrecht von Österreich-Teschen, 1866